# Mikhaïl Stakhóvitx
Mikhaïl Aleksàndrovitx Stakhóvitx, rus: Михаи́л Алекса́ндрович Стахо́вич, (Rússia, 1861-1923) fou un polític rus, que va ocupar el càrrec de Governador General de Finlàndia durant uns mesos l'any 1917.

## Biografia
Stakhóvitx va estudiar dret, i va treballar en càrrecs governamentals des de 1892. Políticament, es va fer conegut a tota Rússia arran del seu discurs transgressor. Abogava per la llibertat de consciència a Rússia.
Després de la Revolució Russa de 1905, va ser elegit el 1906 membre de la Duma Estatal i el 1907 a la segona Duma, tot liderant el Partit renovador per la pau. Durant la tercera Duma, va ser membre del Consell d'Estat.

## Governador General de Finlàndia
Fou nomenat Governador General de Finlàndia pel Govern Provisional Rus el 20 de març de 1917, tot i que no era la primera opció triada pel govern, i després que el càrrec fos refusat per Vladímir Nabókov entre d'altres. Va assumir el càrrec oficialment el dia 31 de març, i hi va ser fins que va dimitir el 17 de setembre de 1917. El seu successor va ser el polític liberal Nikolai Nekràssov Vissariónovitx.
| Precedit per: Franz Albert Seyn | Governador General de Finlàndia 1917 | Succeït per: Nikolai Vissarionovitx Nekrasov |